# Театр Деріла Рота
Театр Деріла Рота — виставковий простір за межами Бродвею за адресою 101 East 15th Street, на північно-східному куті перехрестя з Юніон-сквер Схід, поблизу Юніон-сквер на Мангеттені, Нью-Йорк. Театр, відкритий у 1998 році, розташований у чотириповерховій будівлі Union Square Savings Bank, яка була спроєктована Генрі Беконом і побудована між 1905 і 1907 роками .
Оригінальна будівля, пам’ятка Нью-Йорка, містить театр, який може вмістити 300 сидячих або 499 стоячих відвідувачів. Театр DR2, розташований у прибудові за адресою 103 East 15th Street, розрахований на 99 місць.

## Історія

### Будівля банку
Ощадний банк Юніон Сквер був заснований у 1848 році як установа для заощаджень торгових клерків, яка спочатку була розташована на вулиці Бікман, 5 у фінансовому районі Манхеттена, а пізніше була перенесена на Бродвей, 516 . У 1867 році заклад придбав рядовий будинок у стилі грецького Відродження за адресою 20 Union Square East, на північно-східному розі з 15-ю вулицею та поруч із парком Union Square. Наступного року банк переїхав до оновленого рядового будинку  . Починаючи з 1870-х років територію довкола парку почали займати готелі, театри та комерційні підприємства . У той час комерційні банки в Нью-Йорку здебільшого розташовувалися в переобладнаних будівлях, тоді як ощадні банки розташовувалися в окремих, значних будівлях на кутах перехресть .
У 1895 році Установа придбала сусідню 22 Юніон-сквер Схід на півночі, а згодом знесла обидва будинки на Юніон-сквер 20–22 Схід. У 1904 році банк змінив назву на Union Square Savings Bank . Того ж року Ощадний банк Юніон Сквер оголосив про свій намір побудувати нову будівлю на об’єднаній ділянці та найняв Генрі Бекона для розробки будівельних планів. Початкові плани, опубліковані в Real Estate Record у жовтні 1905 року, передбачали двоповерхову мармурову будівлю  25-на-100-футів (7,6 на 30,5 м), вартістю 100 тис. дол.  . Однак креслення, опубліковані через два місяці в журналі Architecture, демонстрували трохи більшу структуру  . Останні плани були для 52-на-125-футів (16 на 38 м) облицьованої гранітом будівлі вартістю 275 тис. дол. Будівництво почалося в травні 1906 року, а новий банк відкрився 7 березня 1907 року .
Union Square Savings Bank почав відкривати філії в 1923 році після прийняття закону, який скасував заборону на філії ощадних банків, але зберіг початкову будівлю як свою штаб-квартиру. У 1937 році побудували пентхаус, а в 1955 році — чотириповерхову офісну прибудову на 103 East 15th Street. У 1961 році інтер'єр відремонтували..Union Square Savings Bank придбав Kings County Savings Bank у 1969 році, щоб створити United Mutual Savings Bank . United Mutual зазнала краху в 1982 році і була придбана American Savings Bank. Після неплатоспроможності останнього в 1992 році філія Union Square була закрита.

### Використання як театру

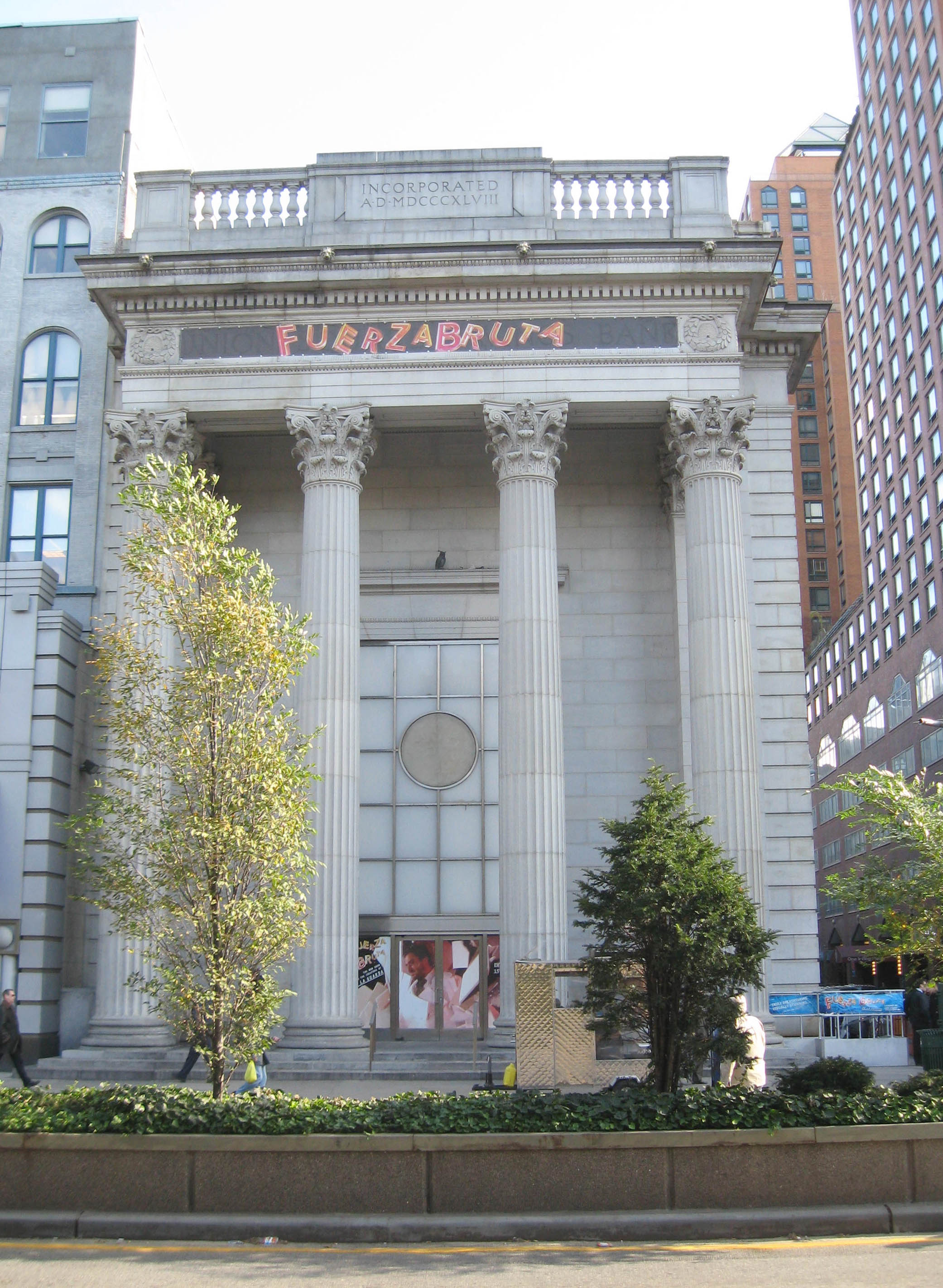
Театр у 2008 році під час постановки Fuerza Bruta; в антаблементі видно табличку з назвою вистави

У 1993 році компанія House of Blues, що займається концертними майданчиками, купила банк і його прибудову за адресою 103 East 15th Street за 2,06 мільйона доларів. Ісаак Тігретт, засновник House of Blues, планував відкрити заклад із залом живої музики та кафе на 300 місць у 1994 році. Це викликало занепокоєння серед захисників, які хотіли, щоб банк зберігся в його первісному стані, хоча Тігретт заявив, що не буде змінювати внутрішнє планування банку . Проєкт був відкладений, і до березня 1995 року повідомлялося, що перебудова є неминучою. Однак у червні того ж року House of Blues відкликав свою заявку на отримання ліцензії на алкогольні напої, яка дозволила б у ресторані мати бар.  Громадська рада Манхеттена 5, яка поширює свої повноваження на Юніон-сквер, висловила занепокоєння щодо впливу концертного майданчика по сусідству, тому Будинок блюзу погодився відкласти будівництво в обмін на перенесення публічних слухань .
У 1996 році будівлю придбав Деріл Рот,  який розробив плани перетворити банк на громадський заклад за межами Бродвею . Після відкриття театру в 1998 році газета The New York Times описала будівлю банку як одне зі «зростаючої кількості нетрадиційних приміщень», які були перетворені на театри. Театр DR2 на 99 місць був відкритий у 2002 році в будівлі колишнього банку на 103 East 15th Street .
Поки Fuerza Bruta знімався в театрі з 2005 по 2016 рік, вхід в театр був через бічні двері з боку 15-ї вулиці, тоді як головний вхід на Юніон-сквер не використовувався. У 2017 році, роблячи свій театральний режисерський дебют із In and Of Itself, Френк Оз змінив схему використання будівлі театру, включивши його візуально вражаючий фасад Юніон-сквер як вхід до театру. Ремонт вимагав перенесення каси, але після завершення робіт глядачі змогли потрапити через вхідні двері на Union Square East .

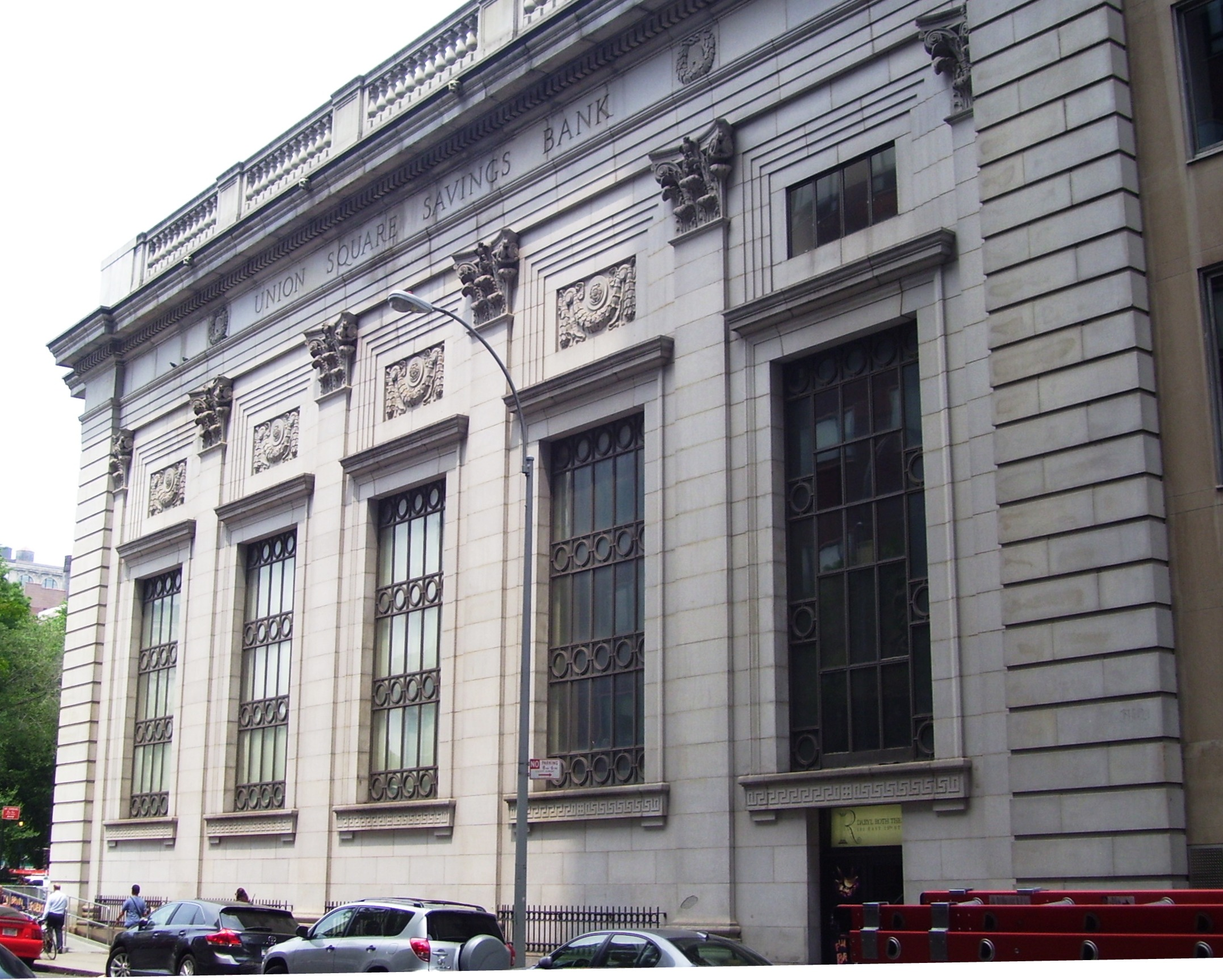
Фасад театру на 15-й вулиці

Театр Деріла Рота розташований на ділянці заввишки 52 фути (16 м) завширшки, уздовж Юніон-сквер, і 125 футів (38 м) довгою по 15-й вул.  Будівля 60 футів (18 м) висотою і складається з чотирьох поверхів . Коли будівля Театру Деріла Рота була банком, вона була серед багатьох «монументальних» банківських будівель на розі вулиць . Цей стиль порівнювали з храмами в Стародавній Греції та Римі, які також слугували банками . Банківські архітектори під впливом Всесвітньої колумбійської виставки 1893 року додавали ренесансних і неокласичних рис у такі банки, як будівля театру Деріла Рота.  Будівля театру Деріла Рота розташована над цегляним фундаментом з бетонною основою та має фасад із білим гранітом. Внутрішня конструкція підтримується стінами та опорами з цегли, а верхні поверхи розташовані на конструкції з металевих колон і балок .

### Фасад
Головний фасад розташований на західній стороні, звернений на Юніон-сквер. Він містить портик, який підтримується чотирма коринфськими колонами, а під портиком невеликі сходи ведуть до банківського поверху. Уздовж портика проходять антаблемент і парапет, у верхній частині портика розташований карниз із різноманітними зображеннями сочевиць, левів, мотивів яєць і дротиків. У центрі фасаду, на першому поверсі, розташований високий вертикальний отвір, який включає скляні двері під сіткою з непрозорого скла; раніше це був прохід  до банківського поверху, а тепер він веде до головної аудиторії на 300 місць .
Південний фасад головної будівлі, що виходить на 15-ту вулицю, розділений на п'ять вертикальних залів, кожна з яких розділена пілястрами, увінчаними капітелями в коринфському стилі. Кожна з цих залів містить великі вікна з бронзовими ґратами. Над цими вікнами розташовані різьблені панелі, а під крайнім східним вікном — бічний вхід .

## Театральні постановки
Станом на жовтень 2019 року театр Деріла Рота організував щонайменше 33 постановки. Fuerza Bruta створювався в театрі Деріла Рота з 2006 по 2016 рік, а Striking 12 виходив з листопада по грудень 2006 року. Gloria: A Life відкрилася в театрі в жовтні 2018 року та закрилася в березні 2019 року.
У кінотеатрі DR2 «Bunnicula» ставилася з лютого по квітень 2013 року , тоді як «Шоу золотих дівчат» було на сцені з жовтня 2016 року по січень 2017 року .

## Зовнішні посилання
- Офіційний сайт
- Daryl Roth Theatre at Lortel Archive